# ویلیام توماس براند
ویلیام توماس براند (انگلیسی: William Thomas Brande؛ ۱۱ ژانویه ۱۷۸۸ – ۱۱ فوریهٔ ۱۸۶۶) دانشمند در زمینه شیمی اهل پادشاهی متحد بریتانیای کبیر و ایرلند بود.
وی همچنین برندهٔ جوایزی همچون همکار انجمن سلطنتی و مدال کاپلی شده‌است.